# Thomas Francis junior

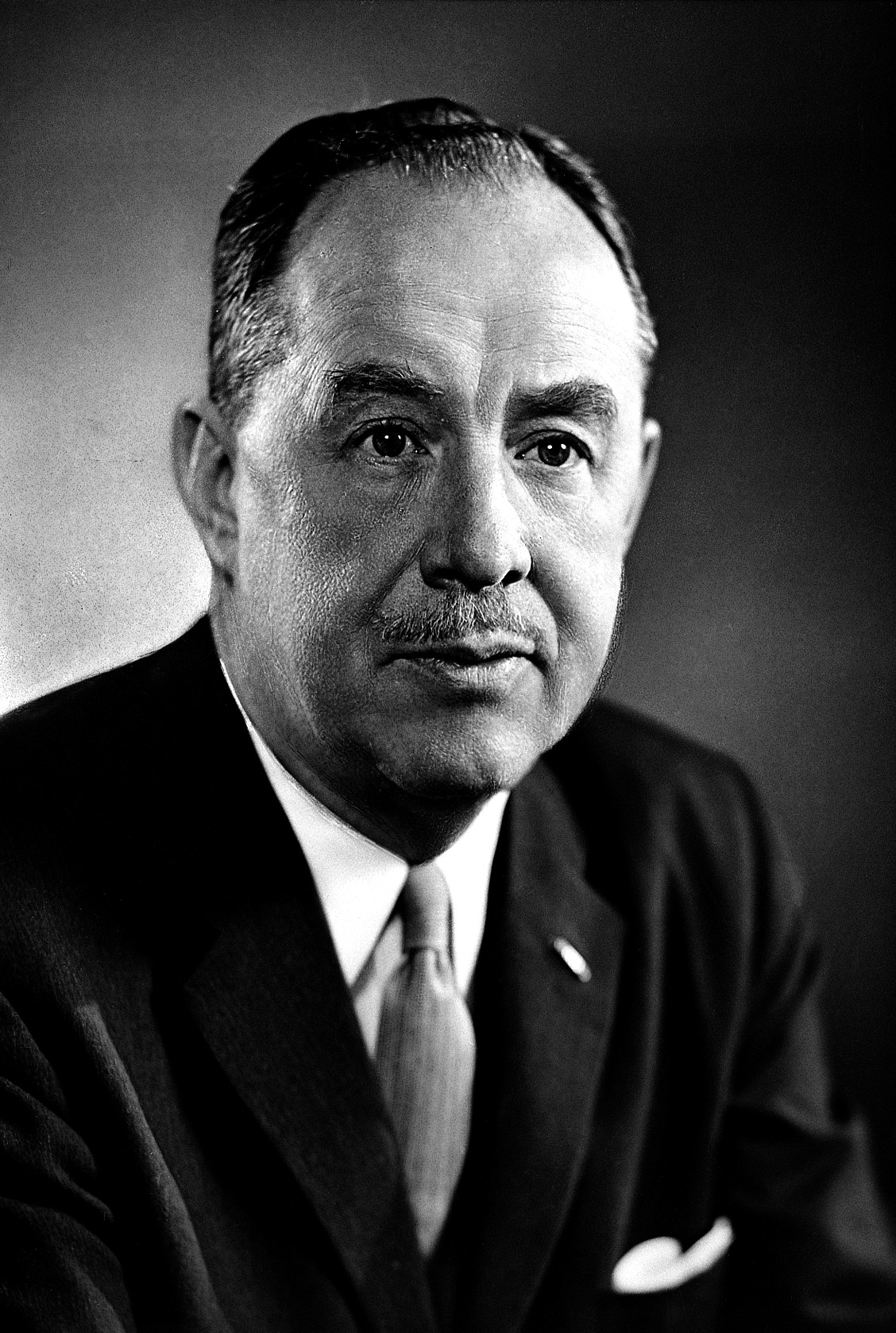
Thomas Francis jr.

Thomas Francis junior (* 15. Juli 1900 in Gas City, Indiana; † 1. Oktober 1969 in Ann Arbor (Michigan)) war ein US-amerikanischer Arzt, Virologe und Epidemiologe. Francis isolierte als erster Amerikaner das Grippevirus. Er zeigte 1940, dass es weitere Typen von Influenza gibt und war an der Entwicklung von Grippeimpfungen, aber auch Poliomyelitis-Impfungen beteiligt.

## Leben und wissenschaftliche Leistung
Francis wuchs im Westen von Pennsylvania auf. Er schloss 1921 sein durch ein Stipendium gefördertes Studium am Allegheny College in Meadville, PA ab und erwarb den medizinischen Doktortitel an der Yale University im Jahr 1925. Danach schloss er sich einem Forschungsteam am Rockefeller Institute an und war zunächst mit der Forschung nach Impfstoffen gegen bakterielle Lungenentzündung befasst, später nahm er die Arbeiten zur Erforschung der Influenza auf. Er wurde der erste Amerikaner, dem es gelang das menschliche Grippevirus zu isolieren.
Von 1938 bis 1941 war er Professor und Abteilungsleiter für Bakteriologie am College of Medicine der New York University.
1941 wurde Francis zum Leiter der Grippekommission des United States Armed Forces Epidemiological Board (AFEB) ernannt, eine Stellung, die ihm ermöglichte, an der erfolgreichen Entwicklung, sowie an Feldversuchen und der Bewertung von Grippeschutzimpfungen mitzuwirken. Später im gleichen Jahr wurde er von Henry F. Vaughan eingeladen, an der neu gegründeten Hochschule für das öffentliche Gesundheitswesen (School of Public Health) an der University of Michigan in Ann Arbor mitzuarbeiten.
An der Universität von Michigan errichtete Francis ein Forschungslabor zur Erforschung von Viren und eine Abteilung für Epidemiologie,  die sich mit Infektionskrankheiten befassten. Als Jonas Salk 1941 zum Aufbaustudium in Virologie an die Universität in Ann Arbor kam, wurde Francis sein Lehrer und brachte ihm die Methoden der Impfstoffentwicklung bei. Salks Arbeit in Michigan und die seiner Mitarbeiter ermöglichte später die Herstellung eines inaktivierter Impfstoffs zur Polioimpfung.
1947 wurde Francis mit dem Titel eines Henry Sewall University Professor of Epidemiology ausgezeichnet. Zusätzlich zu seiner Arbeit in der School of Public Health arbeitete Francis auch an der Medizinischen Fakultät in der Abteilung für Kinderkrankheiten mit. Darüber hinaus fungierte er in den Jahren 1949/1950 als Präsident der American Association of Immunologists. 
Als Leiter des Zentrums für die Bewertung von Polioimpfungen an der Universität von Michigan plante und leitete Francis einen völlig neuen flächendeckenden Feldversuch, der 17,5 Millionen Dollar kostete, um den auf Basis der Arbeit von Jonas Salk und dessen Mitarbeitern hergestellten Polioimpfstoff zu testen. Unter Mitwirkung von mehr als einhundert Mitarbeitern der Universität von Michigan erfasste der jahrelanger Test 1,8 Millionen Kinder in den USA, in Kanada und in Finnland und erforderte die Mitarbeit eines umfangreichen Netzwerks von freiwilligen Helfern vor Ort. Am 12. April 1955 konnte Francis verkünden, dass die Salksche Impfung „sicher, wirksam und potent“ war.
1933 heiratete Thomas Francis Dorothy Packard Otton; sie hatten zwei Kinder.

„Die Epidemiologie muss ständig auf der Suche nach fantasievollen und begabten Lehrern und Forschern sein, um eine neue Art von medizinischen Ökologen hervorzubringen, welche mit der  zarten Sensibilität des wissenschaftlichen Künstlers und der groben Wahrnehmung des Bildhauers das Wechselspiel der Kräfte, die Krankheiten hervorrufen, erklären kann.“

## Ehrungen
- 1946: Medal of Freedom
- 1947: Lasker Award[2]

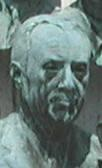
Thomas Francis in der Polio Hall of Fame

- 1948: Aufnahme in die National Academy of Sciences
- 1952: Howard Taylor Ricketts Award
- 1958: Aufnahme in die Polio Hall of Fame in Warm Springs (Georgia)
- 1960: Aufnahme in die American Academy of Arts and Sciences[3]
- 1969: Alexander Fleming Award
- 1970: Jessie Stevenson Kovalenko Medal
- 2005: posthume Ehrung durch Schaffung der Thomas Francis, Jr. Medal in Global Public Health an der Universität von Michigan[1]